# Cosas de la edad (canción)
Cosas de la edad es el título de una canción interpretada por el grupo de pop español Modestia Aparte, e incluida en el álbum homónimo publicado en 1990.

## Descripción
Canción muy popular en España a principios de los años 1990 (el álbum que la contenía llegó a vender 50.000 copias), ha sido calificada como mítica y auténtico himno generacional. La letra describe, con desenfado, el difícil tránsito de la niñez a la adolescencia y primera juventud.
El tema alcanzó el número uno de la lista de Los 40 Principales, la semana del 19 de mayo de 1990.

## Versiones
28 años después de su publicación la banda volvió a grabar el tema con motivo del álbum recopilatorio 30 años con Modestia Aparte Son cosas de la edad, en esta ocasión con la solista Chenoa.